# Кзил-Комиш
Кзил-Коми́ш (рос. Кзыл-Камыш, чув. Ксыл-Камыш) — присілок у складі Батиревського району Чувашії, Росія. Входить до складу Шигирданського сільського поселення.
Населення — 383 особи (2010; 371 у 2002).
Національний склад:
- татари — 100 %